# Heckscher-Ohlin-teoremet

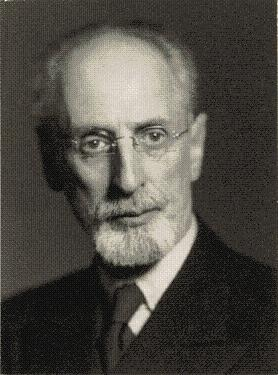
Eli Heckscher

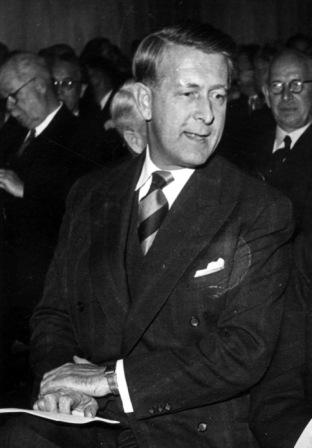
Bertil Ohlin

Heckscher-Ohlin-teoremet är ett resultat inom handelsteori, som är en underdisciplin till nationalekonomi och ett av fyra fundament till Heckscher-Ohlinmodellen. 
Två svenska nationalekonomer, Eli Heckscher och Bertil Ohlin, vidareutvecklade Ricardomodellen under 1900-talet. Deras teori kom att kallas Heckscher-Ohlin-teorin. I denna teori eller modell är det inte bara skillnader i länders arbetsproduktivitet utan också skillnader i länders faktortillgångar som ger komparativa fördelar.
Teorin består i sin enklaste form av att två länder producerar två varor och har två produktionsfaktorer (2*2*2). Detta är skillnaden mot den ricardianska modellen. Här är det ena landet arbetsrikt och det andra är kapitalrikt. Förutom det är länderna väldigt lika, de har homogena varor, samma priser på de två varorna vid handel och även samma teknologi. Jämförelsen mellan dessa länders ”rikedomar” sker i relativa termer, det vill säga det ena landet är rikt på arbetskraft (relativt kapital) och det andra landet är rikt på kapital (relativt arbetskraft), för att inget av de två länderna ska vara både arbets- och kapitalrikt. Då ett land producerar och exporterar de varor vilka kräver en stor andel av den produktionsfaktor, kapital eller arbete, som landet är rikt på har de en komparativ fördel. Detta innebär att export av arbetsintensiva varor kommer att ske av länder med relativt stor arbetskraft och länder med relativt stort kapital kommer att exportera kapitalintensiva varor enligt Heckscher-Ohlin-teorin.
Modellen gör också antagandet att länderna har universell produktionsteknologi och att det inte finns några handelsrestriktioner. Man förutsätter också att det råder full konkurrens på alla marknader och att efterfrågan är den samma.